# Radio ZU
Radio ZU ist ein rumänisches Privatradio, das seit dem 29. September 2008 auf Sendung ist. Der Sender hat seinen Sitz in der Hauptstadt Bukarest und gehört zur Intact Media Group, der auch die rumänische Antena-TV-Gruppe (Antena 1–3 CNN, Happy Channel), einige Zeitungen und der Hörfunksender Romantic FM gehören.
Der Sender ist vor allem für seine Morningshow mit den Moderatoren Mihai Morar und Daniel Buzdugan bekannt, die anfangs mit einer kontroversen Werbekampagne beworben wurde, indem sich die Moderatoren auf Werbeplakaten mit Hitler-Bärten darstellten und die „Diktatur der guten Laune“ verkündeten. Die Sendung läuft täglich von 6:30 bis 10:00 Uhr. Die Sendung wird seit 30. März 2009 auch von Impact FM in Nordost-Rumänien übernommen, wo Radio ZU nicht empfangbar ist, so etwa in Städten wie Iași, Suceava und Câmpulung Moldovenesc.

## Geschichte

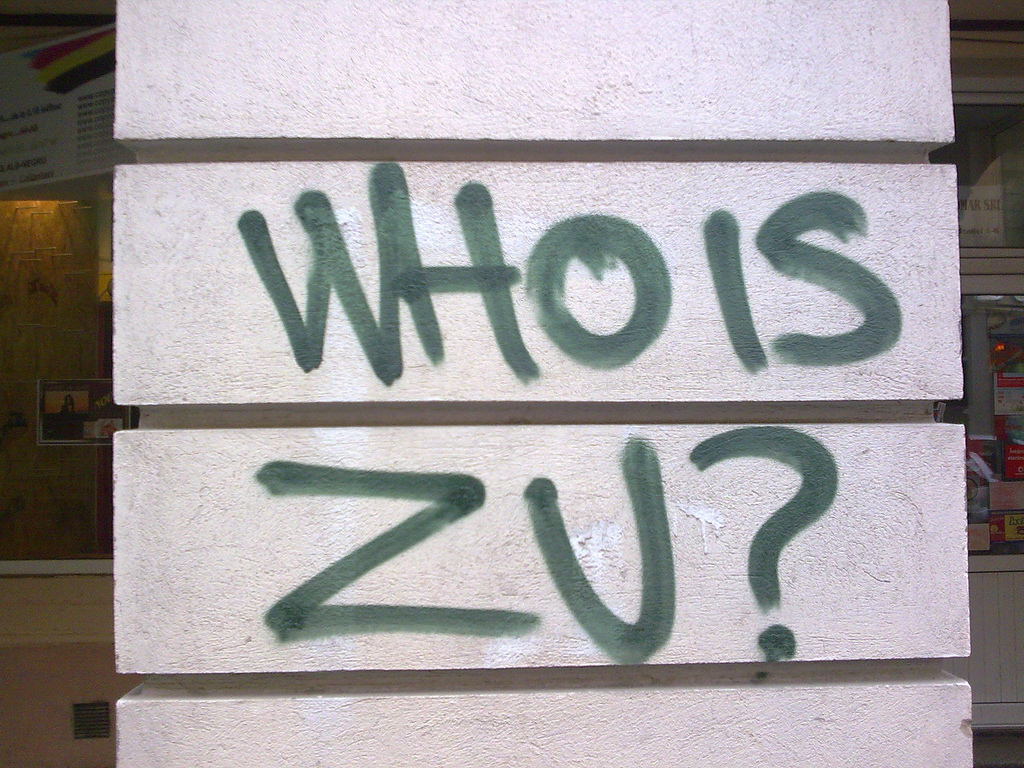
Graffiti im Rahmen der Werbekampagne zum Sendestart

Vor dem Sendestart am 29. September 2008 versuchte der Sender, durch eine groß angelegte Werbekampagne auf sich aufmerksam zu machen. Wochenlang war in den Straßen von Bukarest der Slogan „Who is ZU?“ omnipräsent. Auf Plakaten in U-Bahn-Stationen und Bushaltestellen, auf bedruckten Leinwänden, die von Fenstern herunterhingen und sogar als Graffiti an Hauswänden war der Spruch zu lesen. Lange rätselte die Bevölkerung, was hinter dem Begriff „ZU“ stecken könnte und sogar im nationalen Fernsehen wurde die Werbeaktion hinterfragt. Kurz vor dem Sendestart wurde das Rätsel dann gelüftet.

## Programm
Radio ZU spielt ein durchformatiertes, stark Dance-lastiges Contemporary-Hit-Radio-Programm, das als Zielgruppe Menschen im Alter von 14 bis 29 Jahren ansprechen soll. Die Musikauswahl wird neben internationaler Popmusik stark von rumänischen Titeln beeinflusst, wovon ein Großteil der Titel dem House-Genre zuzuordnen ist.

### Sendeschema
- Morning ZU (06:30–10:00) mit Mihai Morar und Daniel Buzdugan
- The ZU is you (10:00–14:00) mit Silviu Andrei
- Drive Time ZU (14:00–18:00) mit Cristi Păun
- Mircea Badea (18:00–19:00)
- Raluca Leahu (19:00–22:00), freitags schon ab 18 Uhr
- Adi Mihăilă (22:00–04:00)

## Empfang
In Rumänien kann das Programm in Ballungszentren und vereinzelten Orten terrestrisch über UKW empfangen werden. Des Weiteren wird Radio ZU europaweit über Satellit und weltweit im Internet ausgestrahlt.

### Terrestrisch
Die Sendefrequenzen von Radio ZU:
| Sendegebiet    | Frequenz                                     |
| -------------- | -------------------------------------------- |
| Arad           | 99,1 MHz (Radio Arad übernimmt das Programm) |
| Bukarest       | 89,0 MHz                                     |
| Baia Mare      | 88,5 MHz                                     |
| Brașov         | 97,2 MHz                                     |
| Bușteni        | 90,5 MHz                                     |
| Buzău          | 92,5 MHz                                     |
| Cluj-Napoca    | 87,8 MHz                                     |
| Constanța      | 107,5 MHz                                    |
| Craiova        | 95,9 MHz                                     |
| Deva           | 89,3 MHz                                     |
| Eforie Nord    | 100,6 MHz                                    |
| Mahmudia-Delta | 88,9 MHz                                     |
| Medgidia       | 95,1 MHz                                     |
| Negrești       | 105,5 MHz                                    |
| Oradea         | 93,9 MHz                                     |
| Pitești        | 88,3 MHz                                     |
| Ploiești       | 105,7 MHz                                    |
| Putna          | 101,0 MHz                                    |
| Sibiu          | 96,6 MHz                                     |
| Slobozia       | 90,9 MHz                                     |
| Târgu Jiu      | 97,3 MHz                                     |
| Târgu Mureș    | 98,0 MHz                                     |
| Timișoara      | 95,0 MHz                                     |
| Tulcea         | 90,6 MHz                                     |

Während die meisten Sendeanlagen von Radio ZU nur ein kleines Gebiet abdecken und als Füllsender für die jeweiligen Orte dienen, werden von einigen Sendestandorten aus größere Gebiete abgedeckt: Die Sender Baia Mare/Mogosa und Sibiu/Păltiniș senden jeweils mit 60 Kilowatt Strahlungsleistung (ERP), die Sender Tulcea/Topolog und Buzău/Dealul Istrița mit 30 kW.
Eine ungefähre Reichweitenkarte kann mit FMSCAN betrachtet werden.

### Digital
Radio ZU sendet unverschlüsselt auf dem Satelliten Eutelsat W2 (16° Ost) auf dem Transponder 11132 vertikal mit Symbolrate 14815 und FEC 3/4, auf Sirius (4.8° Ost) auf dem Transponder 12149 horizontal mit Symbolrate 27500 und FEC 5/6, sowie verschlüsselt auf Intelsat 10-02 (1° West) im DigiTV-Paket.